# Сафонов, Матвей Евгеньевич
Матве́й Евге́ньевич Сафо́нов (род. 25 февраля 1999, Краснодар) — российский футболист, вратарь французского клуба «Пари Сен-Жермен» и сборной России. Мастер спорта России (2023).

## Биография
Отец — Евгений Сафонов, тренер молодёжной команды баскетбольного клуба «Локомотив-Кубань». Есть два младших брата: Степан и Потап.
В детстве Евгений Сафонов планировал карьеру сына в баскетболе, но Матвей начал с плавания, несколько лет занимался в математическом кружке, увлекался шахматами. В футбольную секцию Сафонова записали в школе и на первом же просмотре определили во вратари. Получив среднее образование, поступил в Кубанский государственный университет.

### Личная жизнь
С 2020 по 2021 год был женат на Анастасии Казачек, с которой состоял в отношениях с 2014 года. В июне 2021 года у пары родилась дочь Майя. После рождения ребёнка супруги расстались. В 2024 году суд обязал Сафонова выплачивать алименты в размере четверти дохода и погасить задолженность.
С начала 2022 года состоит в отношениях со стендап-комиком Мариной Кондратюк. В марте 2025 года они поженились.

## Клубная карьера

### «Краснодар»

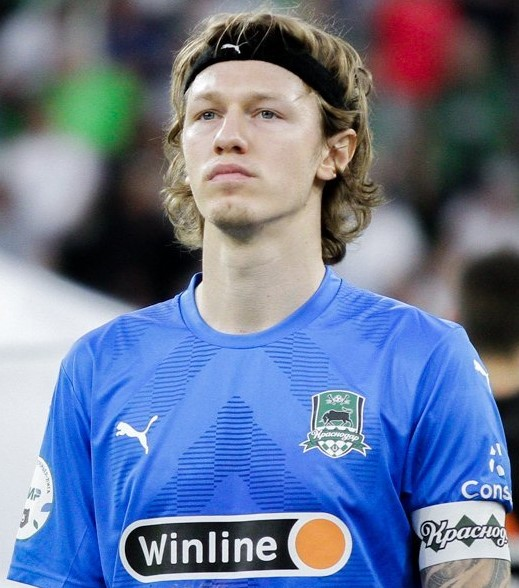
Сафонов, 2022

Воспитанник клуба «Краснодар». Первый тренер — Александр Михайлович Рубцов. Дебютный матч в составе молодёжной команды клуба состоялся в сезоне 2015/2016.
Дебютировал в Премьер-лиге 13 августа 2017 года (в возрасте 18 лет, 5-ти месяцев и 19 дней) в матче против пермского «Амкара», заменив в составе травмированного Андрея Синицына. Во второй половине сезона 2018/2019 стал основным вратарём команды. В начале 2019 года подписал долгосрочный контракт.
22 сентября 2020 года в домашнем матче раунда плей-офф Лиги чемпионов против греческого ПАОКа отбил пенальти в исполнении Димитриоса Пелкаса (2:1 в пользу «Краснодара»). 30 сентября 2020 года в гостевом матче против ПАОКа (2:1 в пользу «Краснодара») совершил несколько спасений; «Краснодар» впервые вышел в групповой этап Лиги чемпионов. 20 октября 2020 года в дебютном для «Краснодара» матче Лиги чемпионов против «Ренна» (1:1) был признан лучшим игроком матча. 2 декабря 2020 года в домашнем матче против «Ренна» (1:0) впервые не пропустил в матче Лиги чемпионов. Благодаря этой победе «Краснодар» попал в плей-офф Лиги Европы.
В сезоне 2021/22 «Краснодар» столкнулся с рядом трудностей, но несмотря на уход иностранных игроков и сложную ситуацию, клуб завершил чемпионат на четвёртом месте. В этом же сезоне Матвей Сафонов стал капитаном команды. В 27 матчах он пропустил 27 мячей и восемь раз сыграл «на ноль». По данным портала Transfermarkt, на начало лета 2022 года Сафонов стал самым дорогим российским футболистом в РПЛ с оценочной стоимостью 16 миллионов евро.
В начале сезона 2022/23 годов Сафонов на протяжении долгого времени лидировал по общему количеству сейвов и проценту отражённых ударов в чемпионате. Однако перед зимней паузой он пропустил восемь мячей в двух матчах против «Оренбурга» и «Факела», а весной количество ошибок только увеличилось. В последнем туре в матче с «Ахматом» Матвей грубо ошибся на выходе во втором тайме, что позволило сопернику сравнять счёт. После этого в финале Кубка России против ЦСКА в основе вместо Сафонова вышел Станислав Агкацев.
18 января 2024 года «Краснодар» переподписал контракт с Сафоновым. Новое соглашение было рассчитано на пять лет и действовало до 31 января 2029 года. В сезоне 2023/24 стал лучшим вратарём Премьер-лиги по предотвращённым голам с показателем 5,8. Также Сафонов стал лидером по сухим матчам того сезона: в 30 матчах лиги вратарь 11 раз отстоял на ноль. Благодаря его уверенной игре, «Краснодар» впервые в своей истории занял второе место в чемпионате России. Решающим стал последний тур, в котором Сафонов сохранил свои ворота в неприкосновенности в матче против московского «Динамо» (1:0), тем самым обеспечив клубу серебряные медали.

### «Пари Сен-Жермен»
14 июня 2024 года перешёл в «Пари Сен-Жермен» за 20 миллионов евро, подписав контракт до лета 2029 года. Согласно информации, опубликованной французским изданием L’Équipe, Матвей Сафонов во Франции стал зарабатывать 4,8 млн евро за сезон до вычета налогов. Это сделало его самым высокооплачиваемым российским футболистом на момент трансфера. Дебютировал 18 сентября 2024 года в матче Лиги чемпионов против «Жироны» (1:0), сохранив свои ворота в неприкосновенности. 22 декабря 2024 года в матче против «Ланса» Матвей отразил два пенальти в серии послематчевых ударов и вывел ПСЖ в 1/16 финала Кубка Франции (1:1, 4:3 пен.).
15 февраля 2025 года в матче чемпионата против «Тулузы» Сафонов совершил четыре сейва и оставил свои ворота «сухими», попав в сборную лучших игроков тура по версии статистического портала Sofascore с оценкой 8,1. Всего в Лиге 1 Матвей сыграл 10 матчей: ПСЖ одержал 8 побед, 1 раз сыграл вничью и потерпел одно поражение с ним в воротах. 5 апреля 2025 года за 6 туров до конца вместе с «Пари Сен-Жермен» стал чемпионом Франции.
24 мая 2025 года выиграл Кубок Франции, отыграв весь матч на ноль в финале против «Реймса» (3:0). А уже 31 мая 2025 года в составе «Пари Сен-Жермен» выиграл Лигу чемпионов, сыграв в турнире два матча. В первом матче против «Жироны» (1:0) Матвей Сафонов не пропустил ни одного мяча, тогда как во втором пропустил лишь один гол от защитника «Баварии» Ким Мин Джэ и, несмотря на поражение (0:1), был признан лучшим игроком матча.
В дебютном сезоне 2024/25 Сафонов провёл 17 матчей за «Пари Сен-Жермен» во всех турнирах, в том числе 10 игр в Лиге 1, 5 — в Кубке Франции и 2 — в групповом этапе Лиги чемпионов. В общей сложности он отыграл 1508 минут, пропустил 13 голов и 7 раз сохранил ворота в неприкосновенности.

## Карьера в сборной
Выступал за сборные России среди игроков до 15, до 16, до 17 и до 18 лет. Дебютировал в юношеской сборной 18 марта 2014 года в товарищеском матче с командой Кипра. С 2017 года выступал за сборную России среди игроков до 19 лет.
9 октября 2020 года был впервые вызван в сборную России для подготовки к матчам с командами Турции и Венгрии в рамках Лиги наций УЕФА. 1 июня 2021 года дебютировал в товарищеском матче против сборной Польши, заменив при счёте 1:1 на 63-й минуте Антона Шунина.
16 июня 2021 года сыграл первый официальный матч за сборную России, выйдя в стартовом составе против сборной Финляндии (1:0) в рамках Евро-2020, оформив свой первый официальный сухой матч за сборную.

## Статистика выступлений

### Клубная
| Выступление      | Выступление      | Выступление      | Лига | Лига | Лига | Кубки | Кубки | Кубки | Еврокубки | Еврокубки | Еврокубки | Итого | Итого | Итого |
| Клуб             | Лига             | Сезон            | Игры | Голы | С.м  | Игры  | Голы  | С.м   | Игры      | Голы      | С.м       | Игры  | Голы  | С.м   |
| ---------------- | ---------------- | ---------------- | ---- | ---- | ---- | ----- | ----- | ----- | --------- | --------- | --------- | ----- | ----- | ----- |
| → Краснодар-2    | ПФЛ              | 2017/18          | 1    | 0    | 1    | —     | —     | —     | —         | —         | —         | 1     | 0     | 1     |
| → Краснодар-2    | ФНЛ              | 2018/19          | 16   | −20  | 3    | —     | —     | —     | —         | —         | —         | 16    | −20   | 3     |
| → Краснодар-2    | ФНЛ              | 2020/21          | 1    | −2   | 0    | —     | —     | —     | —         | —         | —         | 1     | −2    | 0     |
| → Краснодар-2    | Итого            | Итого            | 18   | −22  | 4    | —     | —     | —     | —         | —         | —         | 18    | −22   | 4     |
| Краснодар        | Премьер-лига     | 2017/18          | 1    | −1   | 0    | 0     | 0     | 0     | 0         | 0         | 0         | 1     | −1    | 0     |
| Краснодар        | Премьер-лига     | 2018/19          | 14   | −8   | 8    | 2     | −2    | 0     | 5         | −6        | 0         | 24    | −21   | 9     |
| Краснодар        | Премьер-лига     | 2019/20          | 27   | −28  | 9    | 0     | 0     | 0     | 6         | −14       | 1         | 33    | −42   | 10    |
| Краснодар        | Премьер-лига     | 2020/21          | 21   | −33  | 4    | 0     | 0     | 0     | 6         | −10       | 1         | 27    | −43   | 5     |
| Краснодар        | Премьер-лига     | 2021/22          | 27   | −27  | 8    | 0     | 0     | 0     | —         | —         | —         | 27    | −27   | 8     |
| Краснодар        | Премьер-лига     | 2022/23          | 27   | −43  | 7    | 9     | −9    | 4     | —         | —         | —         | 36    | −52   | 11    |
| Краснодар        | Премьер-лига     | 2023/24          | 30   | −27  | 11   | 0     | −0    | 0     | —         | —         | —         | 30    | −27   | 11    |
| Краснодар        | Итого            | Итого            | 147  | −167 | 47   | 11    | −11   | 4     | 17        | −30       | 2         | 175   | −208  | 53    |
| Пари Сен-Жермен  | Лига 1           | 2024/25          | 10   | −9   | 3    | 5     | −3    | 3     | 2         | −1        | 1         | 17    | −13   | 7     |
| Пари Сен-Жермен  | Итого            | Итого            | 10   | −9   | 3    | 5     | −3    | 3     | 2         | −1        | 1         | 17    | −13   | 7     |
| Всего за карьеру | Всего за карьеру | Всего за карьеру | 175  | −198 | 54   | 16    | −14   | 7     | 19        | −31       | 3         | 210   | −243  | 64    |

### Сборная
| №   | Дата                  | Соперник   | Счёт | Пропущено голов | Соревнование             |
| --- | --------------------- | ---------- | ---- | --------------- | ------------------------ |
| 1   | 1 июня 2021 года      | Польша     | 1:1  | —               | Товарищеский матч        |
| 2   | 16 июня 2021 года     | Финляндия  | 1:0  | —               | Финальные матчи ЧЕ-2020  |
| 3   | 21 июня 2021 года     | Дания      | 1:4  | 4               | Финальные матчи ЧЕ-2020  |
| 4   | 8 октября 2021 года   | Словакия   | 1:0  | —               | Отборочные матчи ЧМ-2022 |
| 5   | 11 октября 2021 года  | Словения   | 2:1  | 1               | Отборочные матчи ЧМ-2022 |
| 6   | 11 ноября 2021 года   | Кипр       | 6:0  | —               | Отборочные матчи ЧМ-2022 |
| 7   | 14 ноября 2021 года   | Хорватия   | 0:1  | 1               | Отборочные матчи ЧМ-2022 |
| 8   | 24 сентября 2022 года | Кыргызстан | 2:1  | 1               | Товарищеский матч        |
| 9   | 23 марта 2023 года    | Иран       | 1:1  | 1               | Товарищеский матч        |
| н/о | 12 сентября 2023 года | Катар      | 1:1  | —               | Товарищеский матч        |
| 10  | 12 октября 2023 года  | Камерун    | 1:0  | —               | Товарищеский матч        |
| 11  | 20 ноября 2023 года   | Куба       | 8:0  | —               | Товарищеский матч        |
| 12  | 21 марта 2024 года    | Сербия     | 4:0  | —               | Товарищеский матч        |
| 13  | 7 июня 2024 года      | Беларусь   | 4:0  | —               | Товарищеский матч        |
| 14  | 6 июня 2025 года      | Нигерия    | 1:1  | 1               | Товарищеский матч        |

Итого: 14 матчей, 9 пропущенных голов, 8 сухих матчей; 9 побед, 3 ничьи, 2 поражения

### Матчи за молодёжную сборную
| №  | Дата                 | Оппонент | Счёт | Пр. голы | Минуты | Соревнование              |
| -- | -------------------- | -------- | ---- | -------- | ------ | ------------------------- |
| 1  | 7 сентября 2018 года | Египет   | 1:1  | 0        | 27'    | Товарищеский матч         |
| 2  | 22 марта 2019 года   | Швеция   | 2:0  | 0        | 90'    | Товарищеский матч         |
| 3  | 5 июня 2019 года     | Чехия    | 0:1  | 1        | 45'    | Товарищеский матч         |
| 4  | 6 сентября 2019 года | Сербия   | 1:0  | 0        | 90'    | Отбор МЧЕ-2021 (группа 5) |
| 5  | 15 октября 2019 года | Эстония  | 0:5  | 0        | 90'    | Отбор МЧЕ-2021 (группа 5) |
| 6  | 15 ноября 2019 года  | Латвия   | 2:0  | 0        | 90'    | Отбор МЧЕ-2021 (группа 5) |
| 7  | 19 ноября 2019 года  | Сербия   | 0:2  | 0        | 90'    | Отбор МЧЕ-2021 (группа 5) |
| 8  | 4 сентября 2020 года | Болгария | 2:0  | 0        | 90'    | Отбор МЧЕ-2021 (группа 5) |
| 9  | 8 сентября 2020 года | Польша   | 0:1  | 1        | 90'    | Отбор МЧЕ-2021 (группа 5) |
| 10 | 9 октября 2020 года  | Эстония  | 4:0  | 0        | 90'    | Отбор МЧЕ-2021 (группа 5) |

Итого: сыграно матчей: 10. Победы: 7, ничьи: 1, поражения: 2. Пропущено голов: 2. «Сухие» матчи: 8.

## Достижения

### Командные
«Краснодар»
- Серебряный призёр чемпионата России: 2023/24
- Бронзовый призёр чемпионата России (2): 2018/19, 2019/20

«Пари Сен-Жермен»
- Чемпион Франции: 2024/25
- Обладатель Кубка Франции: 2024/25
- Обладатель Суперкубка Франции: 2024
- Победитель Лиги чемпионов УЕФА: 2024/25
- Обладатель Суперкубка УЕФА: 2025

### Личные
- В списках 33 лучших футболистов чемпионата России (3): № 1 — 2021/22, 2023/24; № 2 — 2019/20.
- Лучший молодой футболист российской премьер-лиги (лауреат премии «Первая пятёрка»): 2019/20[39]
- Лучший игрок сборной России: 2021[40]
- Приз «Вратарь года» имени Льва Яшина: 2021/22, 2023/24